# Kwempia rugosa
Kwempia rugosa är en insektsart som beskrevs av M. Firoz Ahmed 1979. Kwempia rugosa ingår i släktet Kwempia och familjen dvärgstritar.
Artens utbredningsområde är Uganda. Inga underarter finns listade i Catalogue of Life.